# Moscheea Firuz Ağa
Moscheea Firuz Ağa (în limba turcă Firuz Ağa Camii) este o moschee din Istanbul, Turcia. Aceasta se află în centrul istoric al orașului, în apropiere de marile moschei Hagia Sophia și Sultan Ahmed.

## Istorie și arhitectură
Construcția moscheii a fost finalizată în anul 1491, din ordinul lui Firuz Ağa, vistierul sultanului Baiazid al II-lea. Conform inscripției de la intrare, moscheea ar fi avut și o curte ce ar fi fost ulterior demolată când s-a extins strada Divanyolu. Tot atunci a fost desființat și cimitirul moscheii. Ca stil, edificul este un exemplu tipic de mică moschee otomană cu un singur dom și plan patrulater, similar vechilor locașuri de dinainte de cucerirea Constantinopolului. În complexul edificiului se află și sarcofagul din marmură al lui Firuz Ağa.